# Untermerzbach

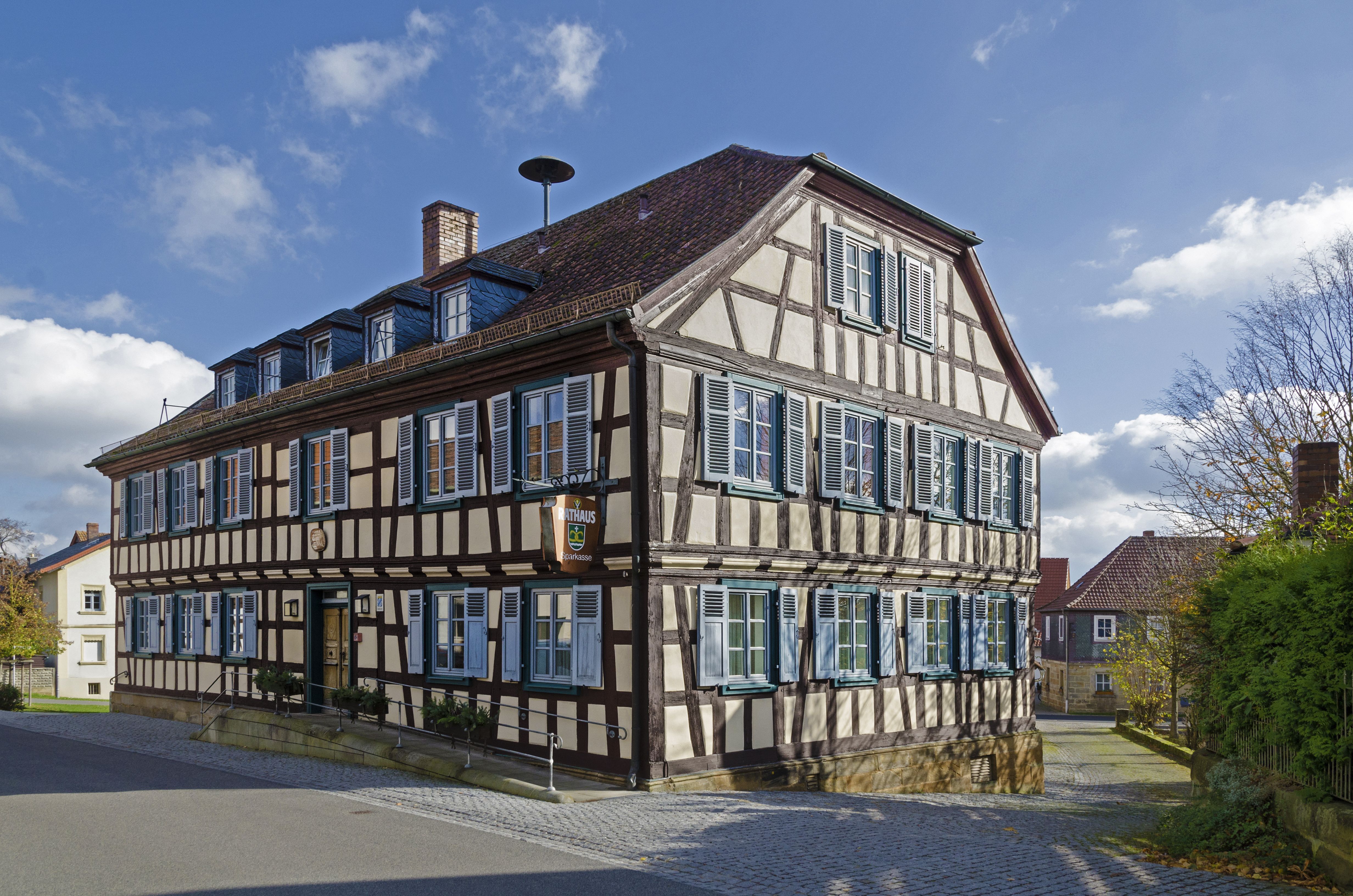
Rathaus am Marktplatz Untermerzbach

Untermerzbach ist eine Gemeinde im unterfränkischen Landkreis Haßberge. 

## Geografie

### Lage
Untermerzbach liegt in der Region Main-Rhön im unterfränkischen Teil des Itzgrunds.

### Gemeindegliederung
Es gibt 13 Gemeindeteile (in Klammern sind der Siedlungstyp und die Einwohnerzahl, Stand Januar 2009, angegeben):
- Buch (Dorf, 41)
- Gereuth (Kirchdorf, 139)
- Gleusdorf (Kirchdorf, 198)
- Hemmendorf (Dorf, 42)
- Kadersmühle (Einöde, 10)
- Landsbach (Weiler, 11)
- Memmelsdorf i.UFr. (Kirchdorf, 507)
- Muckenlochsmühle (Einöde)
- Obermerzbach (Dorf, 87)
- Recheldorf (Dorf, 87)
- Truschenhof (Einöde, 8)
- Untermerzbach (Pfarrdorf, 545)
- Wüstenwelsberg (Dorf, 66)

Auf dem Gemeindegebiet gibt es die Gemarkungen Buch, Gereuth, Gleusdorf, Hemmendorf, Memmelsdorf in Unterfranken, Obermerzbach, Recheldorf, Untermerzbach und Wüstenwelsberg.

### Nachbargemeinden
Nachbargemeinden sind (von Norden beginnend im Uhrzeigersinn): Itzgrund, Rattelsdorf, Rentweinsdorf, Ebern, Pfarrweisach und Seßlach.

## Geschichte

### Bis zum 19. Jahrhundert
Im Jahr 1232 wurde Untermerzbach erstmals urkundlich erwähnt, als „Mercebach“ nach Ebern eingepfarrt wurde. 1369 erhielt Lutz von Rotenhan drei Zehnte. Unter Kunz II. von Rotenhan wurde Untermerzbach im Jahr 1534 evangelisch. 1675 kehrte Georg Wolf von Rotenhan zur katholischen Kirche zurück. Das in der zweiten Hälfte des 18. Jahrhunderts frühklassizistisch umgestaltete Schloss Untermerzbach gehörte den Grafen von Rotenhan bis zu ihrem Aussterben 1886.
Alle Rechte des Hochstifts Bamberg mit der Abtei Langheim, der Freiherren von Greiffenclau und der Grafen von Rotenhan fielen zwischen 1803 und 1806 an Bayern. Im Zuge von Grenzbereinigungen wurde der Ort 1810 dem Großherzogtum Würzburg überlassen und kam 1814/16 endgültig zu Bayern. Im Ortsteil Gereuth befindet sich das gleichnamige ehemals fürstbischöfliche Landschloss, das 1815 im Zuge der Säkularisation in den Besitz der Freiherren Hirsch auf Gereuth gelangte (bis 1859).

### Eingemeindungen
Am 1. April 1971 wurden die ab 1818 selbständigen Orte Gereuth, Obermerzbach und Wüstenwelsberg eingegliedert. Am 1. Mai 1978 kamen Gleusdorf, Memmelsdorf in Unterfranken sowie Gebietsteile der aufgelösten Gemeinden Lichtenstein und Recheldorf hinzu.

### Einwohnerentwicklung
- 1961: 2133 Einwohner[7]
- 1970: 1960 Einwohner[7]
- 1987: 1757 Einwohner
- 1991: 1883 Einwohner
- 1995: 1846 Einwohner
- 2000: 1895 Einwohner
- 2005: 1773 Einwohner
- 2010: 1713 Einwohner
- 2015: 1696 Einwohner

Im Zeitraum 1988 bis 2018 sank die Einwohnerzahl von 1746 auf 1689 um 57 Einwohner bzw. um 3,3 %. 1999 hatte die Gemeinde 1895 Einwohner.
Quelle: BayLfStat

## Politik

### Gemeinderat
Der Gemeinderat hat 12 Mitglieder zuzüglich des hauptamtlichen Ersten Bürgermeisters.
| Wahljahr | CSU | SPD | Bürgerblock | Engagierte Wähler-Gemeinschaft | Gesamt   |
| 2020     | 4   | 4   | 4           | –                              | 12 Sitze |
| 2014     | 4   | 4   | 4           | –                              | 12 Sitze |
| 2008     | 4   | 4   | 3           | 1                              | 12 Sitze |

### Bürgermeister
Erster Bürgermeister ist seit 1. Mai 2008 Helmut Dietz (SPD) aus Memmelsdorf in Unterfranken. Er setzte sich 2008 bei der Wahl mit 62,00 % der Stimmen gegen Edgar Maier (CSU) durch. Vorgänger war Walter Eichhorn (Freie Wähler), der aus Altersgründen nicht mehr antrat. Eichhorn ging am 30. April 2008 nach 56 Dienstjahren im öffentlichen Dienst als vermutlich dienstältester Beamter im Freistaat Bayern in den Ruhestand. 2014 wurde Helmut Dietz mit ca. 94 % der Stimmen ohne Gegenkandidaten wiedergewählt und am 15. März 2020 mit 71,8 % der Stimmen für weitere sechs Jahre im Amt bestätigt.

### Wappen
|  | Blasonierung: „Über einem silbernen Wellenbalken in Grün zwei jeweils aus dem Schildrand hervorbrechende, ineinander verschlungene goldene Schlangen, über denen ein silbernes Kreuz schwebt.“ |
|  | |

## Kultur und Sehenswürdigkeiten

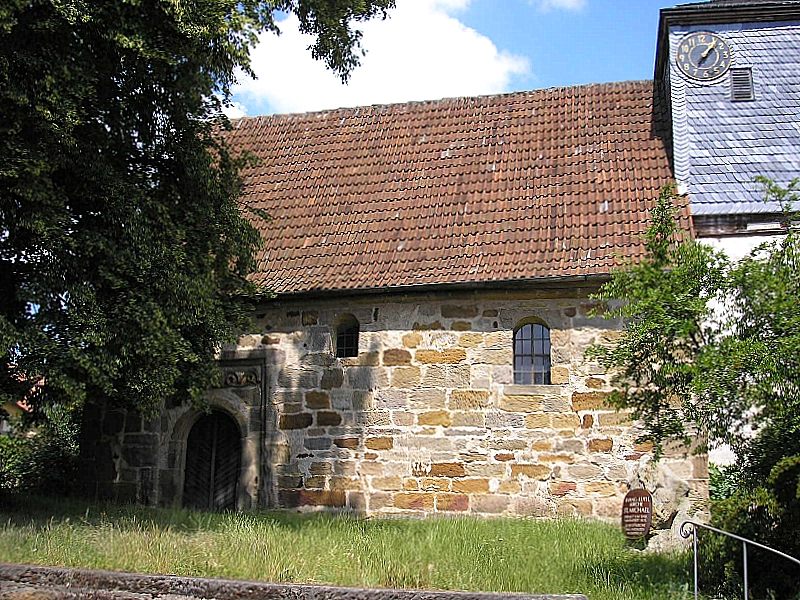
St. Michael Obermerzbach
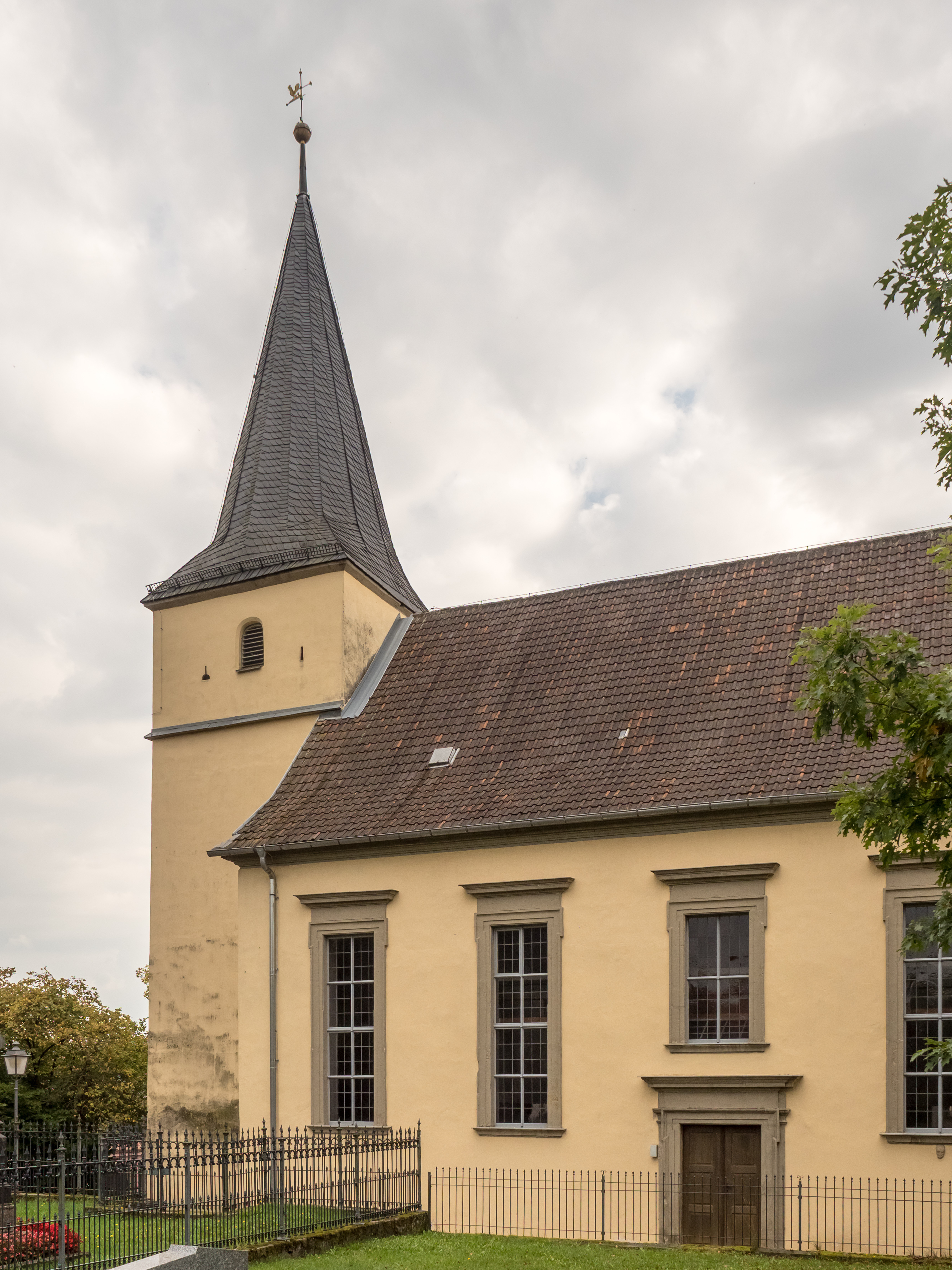
Pfarrkirche Untermerzbach
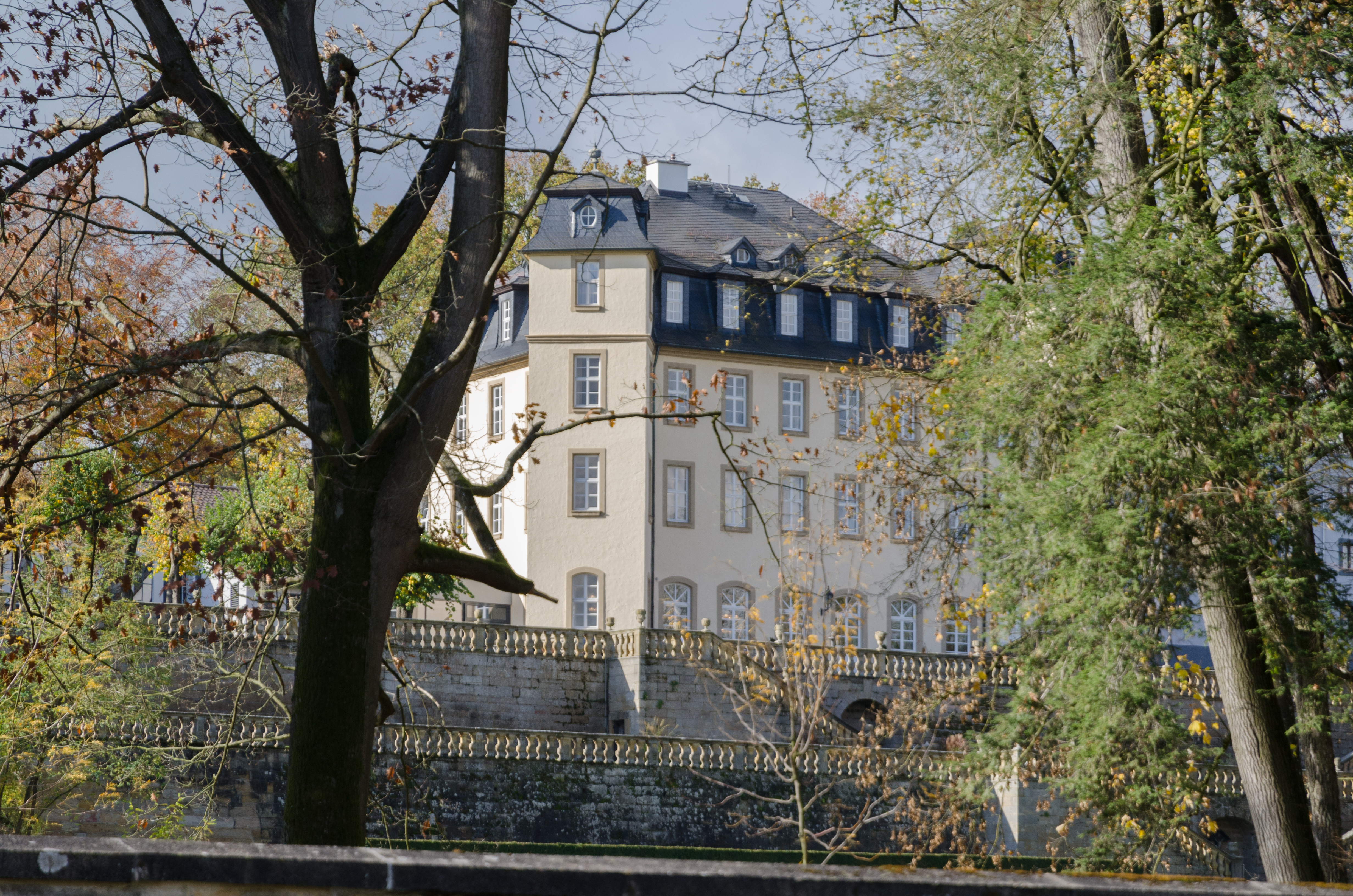
Schloss Untermerzbach
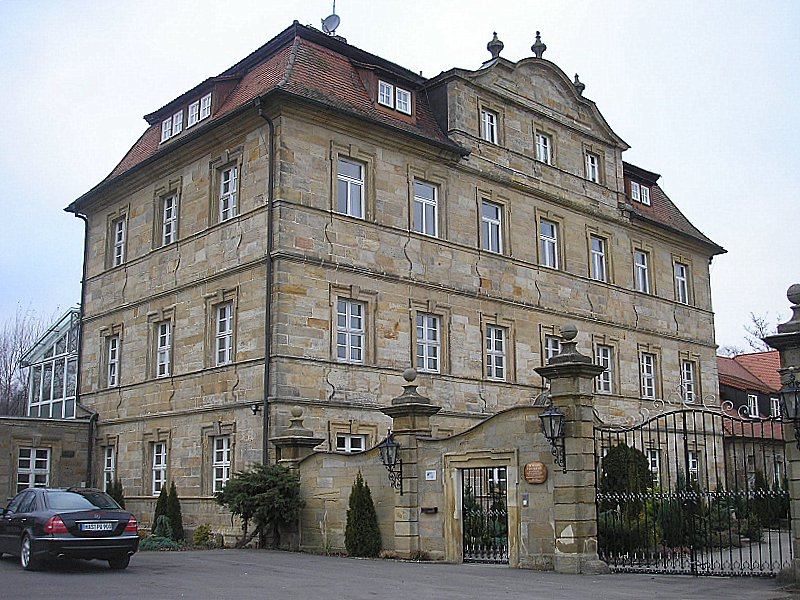
Schloss Gleusdorf
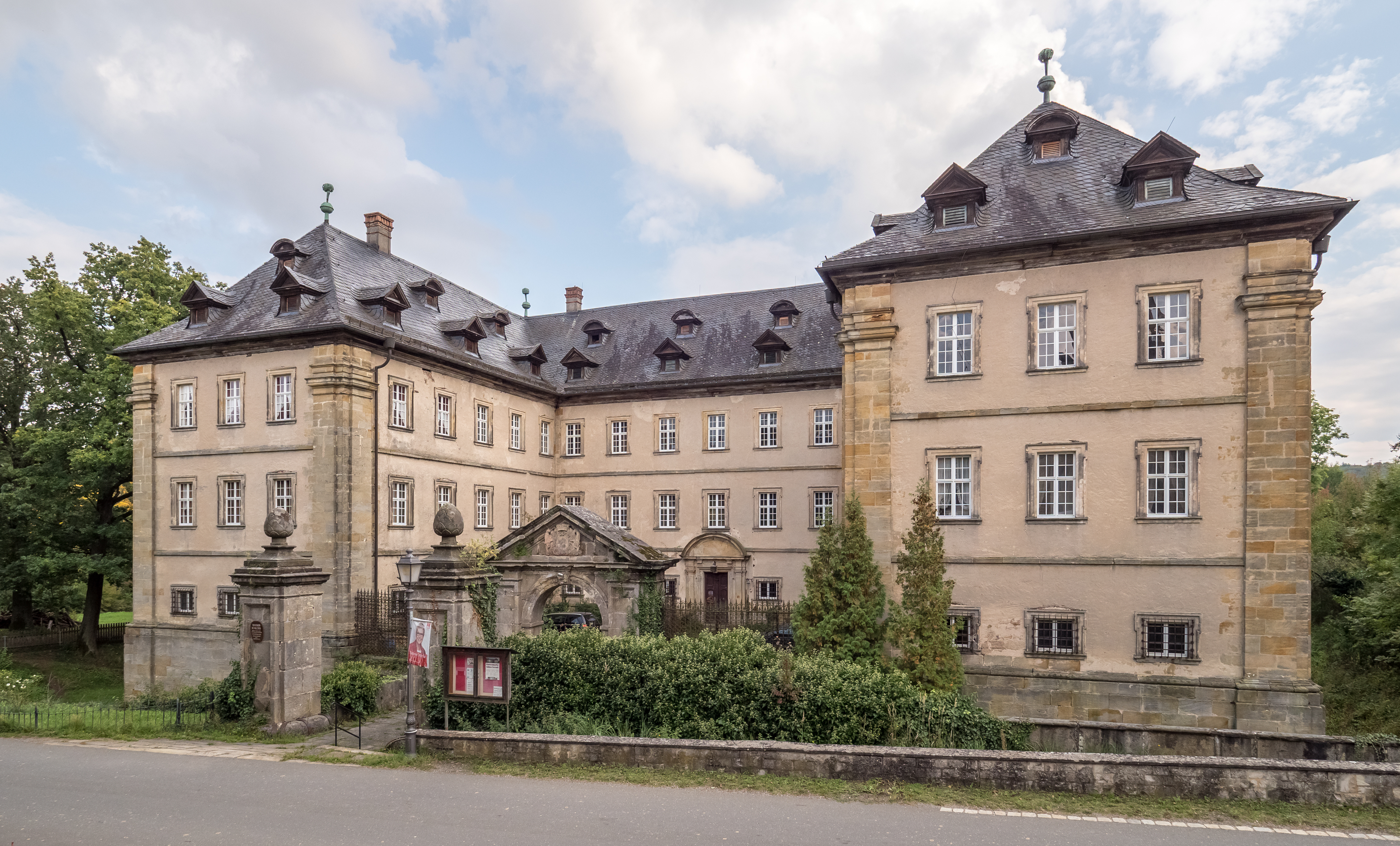
Schloss Gereuth
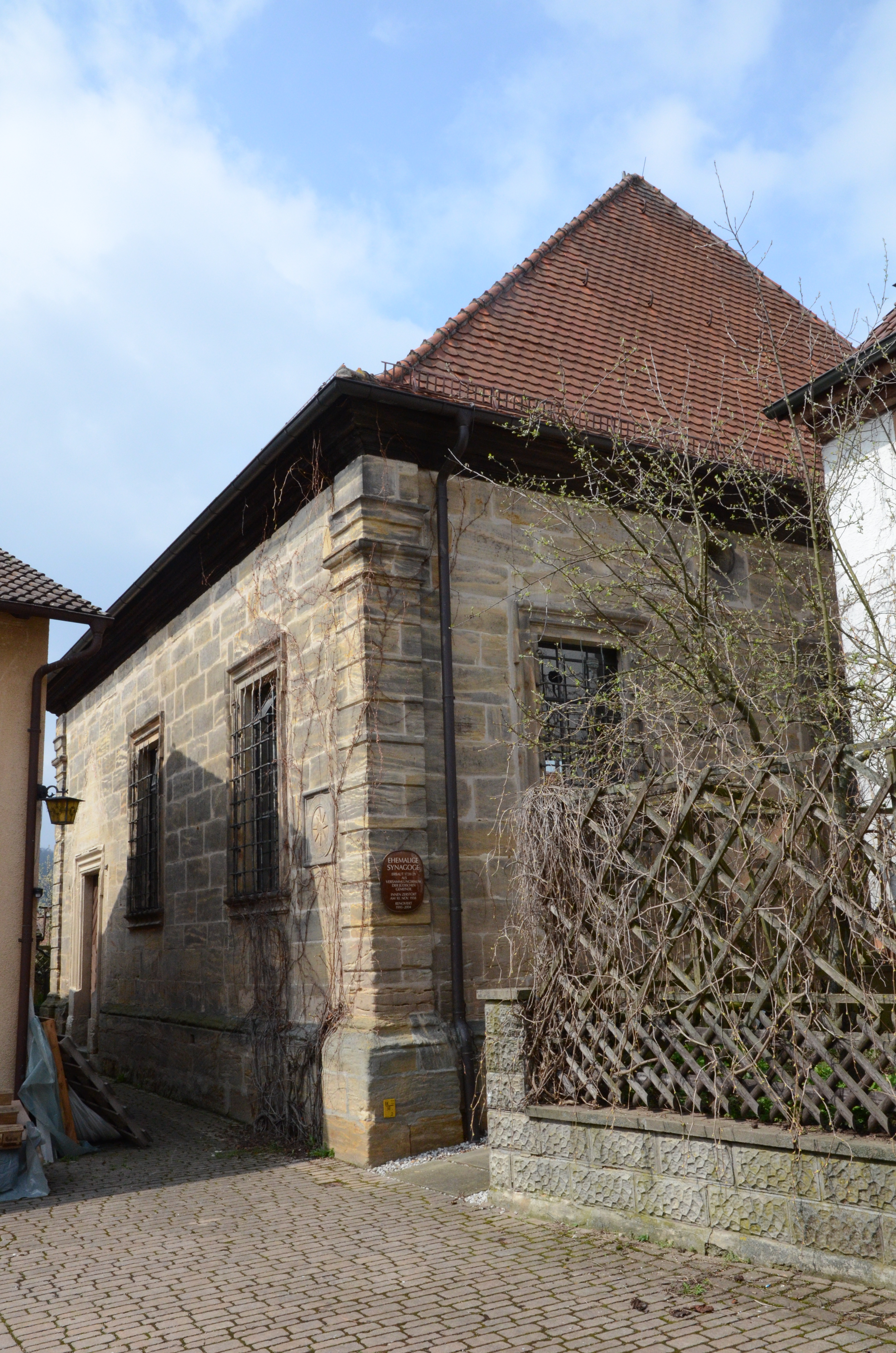
Synagoge Memmelsdorf

- Filialkirche St. Michael Obermerzbach
- Pfarrkirche Untermerzbach, seit 1691 eine Simultankirche
- Schloss Untermerzbach
- Schloss Gleusdorf
- Schloss Gereuth
- Synagoge Gleusdorf
- Synagoge Memmelsdorf
- Jüdischer Friedhof Memmelsdorf
- Jüdischer Friedhof Untermerzbach

## Denkmäler

### Naturdenkmal Hunneneiche

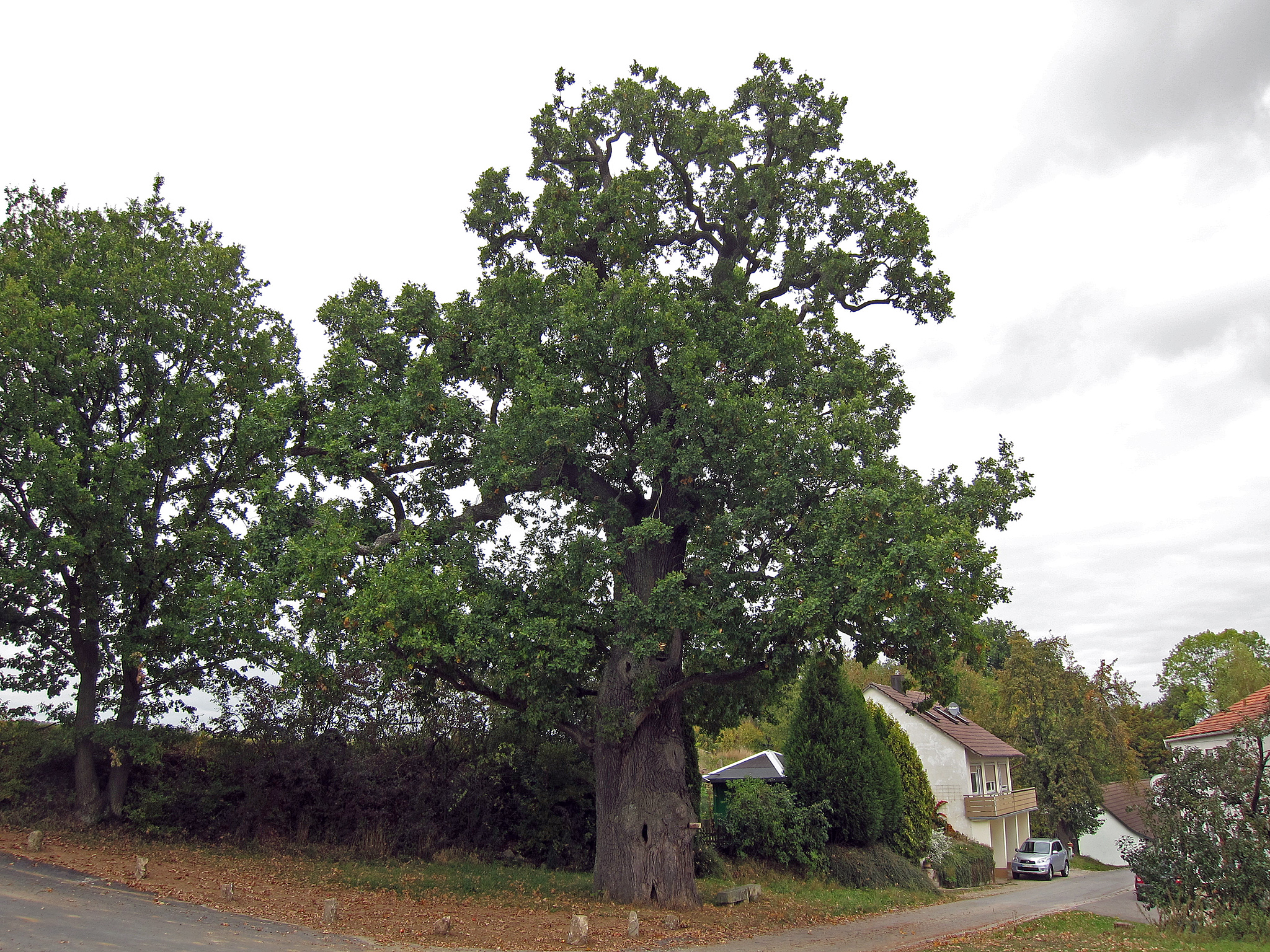
Die Hunneneiche (2011)

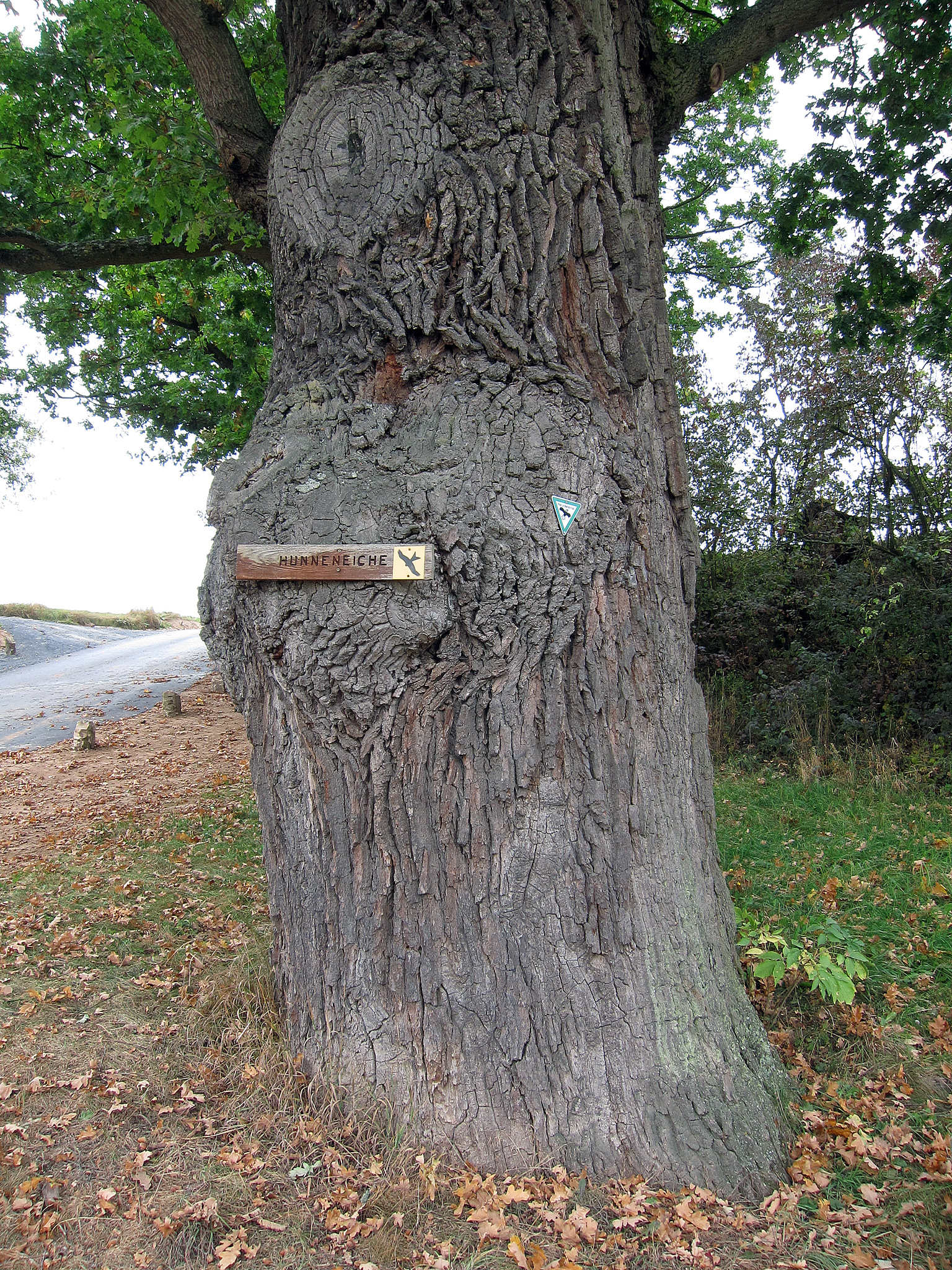
Walzenstamm

Die seit 1963 als Naturdenkmal ausgewiesene Stieleiche mit einem Brusthöhenumfang von 6,70 m (2020) steht am südwestlichen Ortsrand, knapp außerhalb der Bebauung, direkt am Straßenrand. Das Alter der monumentalen Eiche wird mit etwa 300 Jahren angegeben. Ihr walzenförmiger Stamm ist innen hohl und verzweigt sich erst in etwa 10 Meter Höhe zu einer mehrastigen Krone. Einzeläste zweigen schon vorher im Wuchsverlauf vom gerade aufstrebenden Stamm ab. Der Baum erreicht eine Höhe von 21 Metern bei einem Kronendurchmesser von 16 Metern.

## Wirtschaft und Infrastruktur

### Wirtschaft einschließlich Land- und Forstwirtschaft
2017 gab es nach der amtlichen Statistik 1072 sozialversicherungspflichtig Beschäftigte am Arbeitsort. Von der Wohnbevölkerung standen 672 Personen in einer sozialversicherungspflichtigen Beschäftigung, so dass die Zahl der Einpendler um 400 höher war als die der Auspendler. Im Jahr 2016 gab es 16 landwirtschaftliche Betriebe, 1999 waren es noch 55. Landwirtschaftlich genutzt waren 1624 ha, davon 1278 Hektar als Ackerfläche und 376 Hektar als Dauergrünfläche.

### Verkehr
Untermerzbach liegt an der Bundesstraße 4, die Bamberg mit Coburg verbindet. Ab 1913 war Untermerzbach mit dem Bahnhof Kaltenbrunn-Untermerzbach an der Bahnstrecke Breitengüßbach–Dietersdorf an das Eisenbahnnetz angebunden. Der Personenverkehr endete 1975, 1981 wurde die Strecke stillgelegt und daraufhin zurückgebaut.

### Bildung
2018 gab es folgende Einrichtungen:
- Eine Kindertageseinrichtung mit 62 Plätzen und 55 Kindern, darunter 27 unter drei Jahren
- Eine Volksschule mit drei Lehrern, zwei Klassen und 49 Schülern

## Persönlichkeiten
- Bernhard Solger (* 5. Dezember 1849 in Untermerzbach; † 21. Februar 1935 in Neisse), Anatom und Hochschullehrer
- Ernst Luther (* 1. Januar 1894 in Gnodstadt; † 3. August 1966 in Gerolzhofen), Schriftsteller und Mundartdichter, Luther veröffentlichte mehrere Werke unter seinem Künstlernamen Luther-Untermerzbach und lebte mehrere Jahre im Ort
- Gustav Wölfel (* 13. November 1899 in Untermerzbach; † 15. Mai 1980 ebenda), Politiker (CSU)
- Margarete Müller-Henning (* 8. Mai 1924 in Kiew; † 8. Februar 2015 auf Schloss Gleusdorf, Untermerzbach), Schriftstellerin, Lyrikerin und Dolmetscherin, lebte zuletzt im Seniorenheim Schloss Gleusdorf.

Siehe auch die entsprechenden Einträge im Gemeindeteil Memmelsdorf in Unterfranken.